# Atlantiska cupen 1960
Atlantiska cupen 1960 var den andra upplagan av Atlantiska cupen. Cupen avgjordes med sex matcher under perioden 3–17 juli 1960.

## Resultat
| Lag       | S | V | O | F | GM | IM | MS | P |
| --------- | - | - | - | - | -- | -- | -- | - |
| Brasilien | 3 | 2 | 0 | 1 | 7  | 3  | +4 | 4 |
| Argentina | 3 | 2 | 0 | 1 | 6  | 5  | +1 | 4 |
| Uruguay   | 3 | 2 | 0 | 1 | 3  | 5  | −2 | 4 |
| Paraguay  | 3 | 0 | 0 | 3 | 2  | 5  | −3 | 0 |

| 1 | 3 juli 1960 | Paraguay                     | 1 – 2   | Brasilien                          | Estadio Dr. Nicolás Leoz                                  |                                                           |
|   |             | César Cabrera Santa Cruz 84′ | (0 – 1) | Almir Pernambuquinho 11′ Delém 76′ | Asunción, Paraguay Domare: Juan Carlos Armental (Uruguay) | Asunción, Paraguay Domare: Juan Carlos Armental (Uruguay) |
|   |             |                              |         |                                    | Asunción, Paraguay Domare: Juan Carlos Armental (Uruguay) | Asunción, Paraguay Domare: Juan Carlos Armental (Uruguay) |
|   |             |                              |         |                                    | Asunción, Paraguay Domare: Juan Carlos Armental (Uruguay) | Asunción, Paraguay Domare: Juan Carlos Armental (Uruguay) |

| 2 | 9 juli 1960 | Argentina             | 1 – 0   | Paraguay | Estadio Monumental                                           |                                                              |
|   |             | Rubén Héctor Sosa 71′ | (0 – 0) |          | Buenos Aires, Argentina Domare: Joao Etzel Filho (Brasilien) | Buenos Aires, Argentina Domare: Joao Etzel Filho (Brasilien) |
|   |             |                       |         |          | Buenos Aires, Argentina Domare: Joao Etzel Filho (Brasilien) | Buenos Aires, Argentina Domare: Joao Etzel Filho (Brasilien) |
|   |             |                       |         |          | Buenos Aires, Argentina Domare: Joao Etzel Filho (Brasilien) | Buenos Aires, Argentina Domare: Joao Etzel Filho (Brasilien) |

| 3 | 9 juli 1960 | Uruguay                    | 1 – 0   | Brasilien | Estadio Centenario                                  |                                                     |
|   |             | Domingo Salvador Pérez 55′ | (0 – 0) |           | Montevideo, Uruguay Domare: Juan Brozzi (Argentina) | Montevideo, Uruguay Domare: Juan Brozzi (Argentina) |
|   |             |                            |         |           | Montevideo, Uruguay Domare: Juan Brozzi (Argentina) | Montevideo, Uruguay Domare: Juan Brozzi (Argentina) |
|   |             |                            |         |           | Montevideo, Uruguay Domare: Juan Brozzi (Argentina) | Montevideo, Uruguay Domare: Juan Brozzi (Argentina) |

| 4 | 12 juli 1960 | Brasilien                                    | 5 – 1   | Argentina            | Maracanã                                                         |                                                                  |
|   |              | Chinesinho 18′ Pelé 22′, 25′ (str.) Pepe 83′ | (3 – 1) | Rubén Héctor Sosa 6′ | Río de Janeiro, Brasilien Domare: Juan Carlos Armental (Uruguay) | Río de Janeiro, Brasilien Domare: Juan Carlos Armental (Uruguay) |
|   |              |                                              |         |                      | Río de Janeiro, Brasilien Domare: Juan Carlos Armental (Uruguay) | Río de Janeiro, Brasilien Domare: Juan Carlos Armental (Uruguay) |
|   |              |                                              |         |                      | Río de Janeiro, Brasilien Domare: Juan Carlos Armental (Uruguay) | Río de Janeiro, Brasilien Domare: Juan Carlos Armental (Uruguay) |

| 5 | 13 juli 1960 | Uruguay                                         | 2 – 1   | Paraguay         | Estadio Centenario                                  |                                                     |
|   |              | Héctor Rodríguez Peña 8′ Guillermo Escalada 42′ | (2 – 0) | Pedro Cabral 63′ | Montevideo, Uruguay Domare: Juan Brozzi (Argentina) | Montevideo, Uruguay Domare: Juan Brozzi (Argentina) |
|   |              |                                                 |         |                  | Montevideo, Uruguay Domare: Juan Brozzi (Argentina) | Montevideo, Uruguay Domare: Juan Brozzi (Argentina) |
|   |              |                                                 |         |                  | Montevideo, Uruguay Domare: Juan Brozzi (Argentina) | Montevideo, Uruguay Domare: Juan Brozzi (Argentina) |

| 6 | 17 juli 1960 | Argentina                                                | 4 – 0   | Uruguay | Estadio Monumental                                           |                                                              |
|   |              | José Sanfilippo 46′, 60′, 70′ Walter Antonio Jiménez 52′ | (0 – 0) |         | Buenos Aires, Argentina Domare: João Etzel Filho (Brasilien) | Buenos Aires, Argentina Domare: João Etzel Filho (Brasilien) |
|   |              |                                                          |         |         | Buenos Aires, Argentina Domare: João Etzel Filho (Brasilien) | Buenos Aires, Argentina Domare: João Etzel Filho (Brasilien) |
|   |              |                                                          |         |         | Buenos Aires, Argentina Domare: João Etzel Filho (Brasilien) | Buenos Aires, Argentina Domare: João Etzel Filho (Brasilien) |